# François Gaspard Balthasar Adam

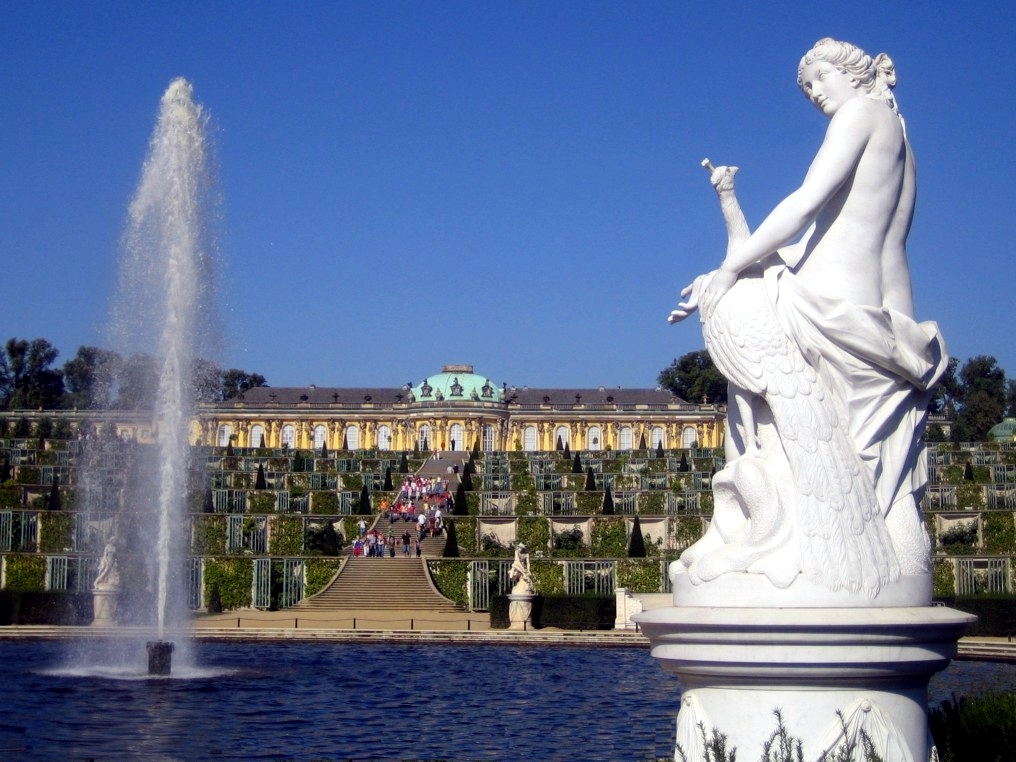
Junona z pawiem, François Gaspard Adam, 1753. Sanssouci

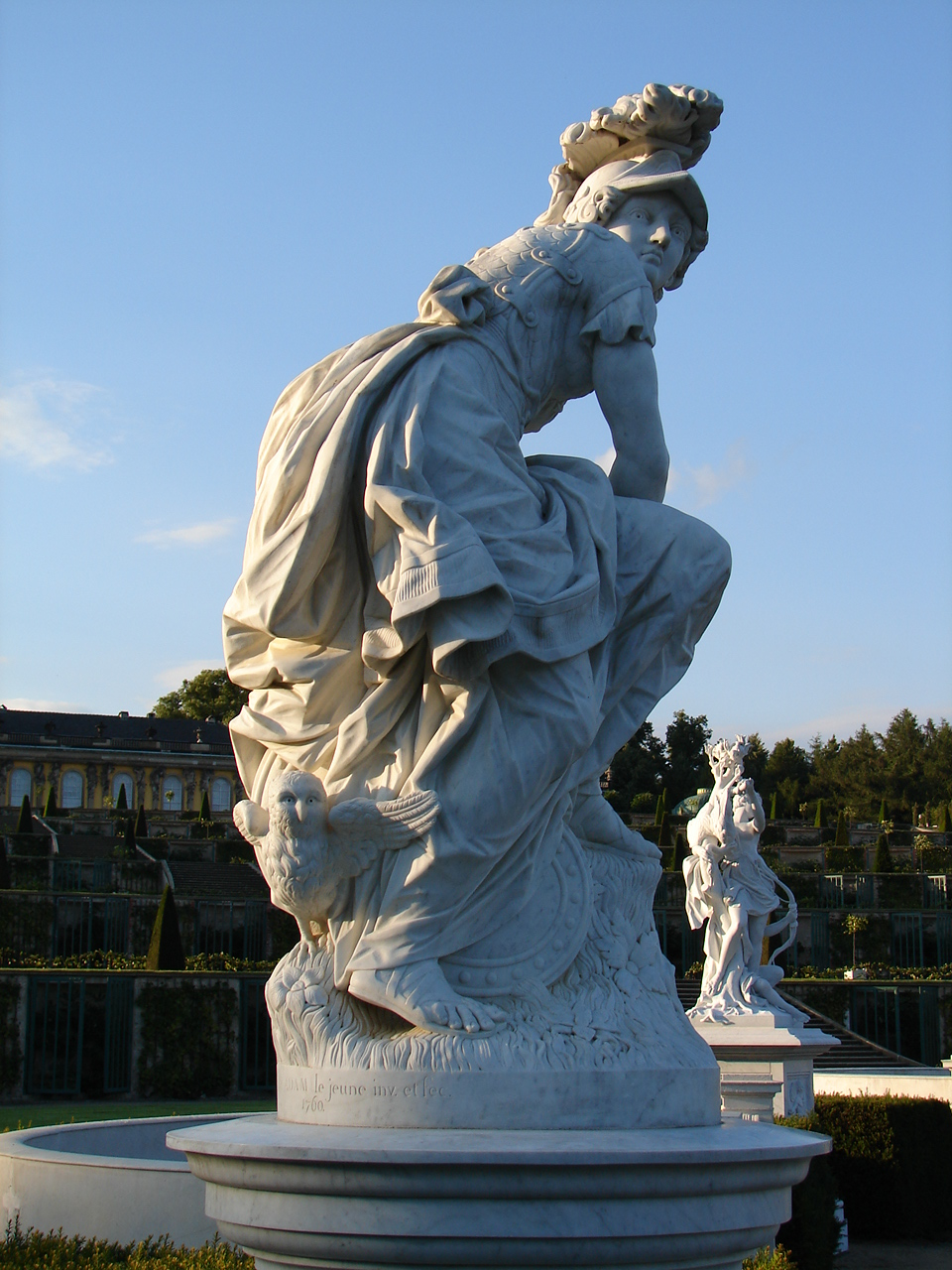
Minerwa, Sanssouci

François Gaspard Balthasar Adam (ur. 23 maja 1710 w Nancy, zm. w 1761 w Paryżu) – francuski rzeźbiarz, syn Jacoba Sigisberta Adama. W 1730 udał się do Rzymu, gdzie spotkał się z braćmi Lambertem-Sigisbertem i Nicolasem Sébastienem. Swój pobyt tam poświęcił głównie studiom i restaurowaniu rzeźb. Po trzech latach wyjechał do Paryża. Zdobył wiele nagród oraz rzymskie stypendium i w latach 1742–1746 ponownie pracował w Rzymie, zanim po krótkim ponownym pobycie w Paryżu udał się na 13 lat do Prus, gdzie został "pierwszym rzeźbiarzem" Fryderyka II. Obok portretowych popiersi i posągów osobistości ze świata polityki, tworzył głównie marmurowe rzeźby figuralne do królewskich ogrodów w Poczdamie i Sanssouci (Apollo, Diana, Poezja).